# 都岡町
都岡町（つおかちょう）は、横浜市旭区の町名。丁番を持たない単独町名である。住居表示未実施。

## 沿革
元の都筑郡都岡村の一部。近世から明治初期にかけての同郡川井村の一部（一部は下川井村、今宿村）であり、1889年（明治22年）4月1日に川井村および上川井・下川井・上白根・下白根・今宿の各村の合併により都岡村が成立すると、同村の大字川井・下川井・今宿の各一部となった。現在の都岡町に当たる区域は同村の中心となった。新村名の「都岡」は、当初村名を「都筑村」とする予定であったところ、現在の川和町を中心とする一帯も「都筑村」とする用意をしていたため、当地が「都岡村」、現川和町周辺が「都田村」とすることで決着したことによるものである。
1939年（昭和14年）4月1日に横浜市に編入。保土ケ谷区川井町・下川井町・今宿町の一部となる。
1965年（昭和40年）11月25日、上記各町の一部から都岡町を新設。1969年（昭和44年）10月1日に行政区再編により旭区に編入され、現在に至る。

## 地理
旭区のやや北部に位置し、町の北部はよこはま動物園ズーラシアの一部となっている。町の南部、都岡町交差点で県道丸子中山茅ヶ崎線と国道16号が交差する。町内に鉄道は通っておらず、鶴ヶ峰駅、三ツ境駅、横浜駅西口、中山駅、鶴間駅東口などへのバスの便がある。都岡町交差点近くに横浜市立都岡小学校があるが、横浜市立都岡中学校の大部分は北側の川井宿町に位置する。町の面積は0.522km²。

### 地価
住宅地の地価は、2025年（令和7年）1月1日の公示地価によれば、都岡町65番34の地点で14万2000円/m²となっている。

## 世帯数と人口
2025年（令和7年）6月30日現在（横浜市発表）の世帯数と人口は以下の通りである。
| 町丁   | 世帯数    | 人口    |
| ------ | --------- | ------- |
| 都岡町 | 1,287世帯 | 2,774人 |

### 人口の変遷
国勢調査による人口の推移。
| 年                 | 人口  |
| ------------------ | ----- |
| 1995年（平成7年）  | 2,225 |
| 2000年（平成12年） | 2,443 |
| 2005年（平成17年） | 2,530 |
| 2010年（平成22年） | 2,461 |
| 2015年（平成27年） | 2,525 |
| 2020年（令和2年）  | 2,760 |

### 世帯数の変遷
国勢調査による世帯数の推移。
| 年                 | 世帯数 |
| ------------------ | ------ |
| 1995年（平成7年）  | 752    |
| 2000年（平成12年） | 865    |
| 2005年（平成17年） | 946    |
| 2010年（平成22年） | 975    |
| 2015年（平成27年） | 1,027  |
| 2020年（令和2年）  | 1,124  |

## 学区
市立小・中学校に通う場合、学区は以下の通りとなる（2024年11月時点）。
| 番・番地等 | 小学校             | 中学校             |
| ---------- | ------------------ | ------------------ |
| 全域       | 横浜市立都岡小学校 | 横浜市立都岡中学校 |

## 事業所
2021年（令和3年）現在の経済センサス調査による事業所数と従業員数は以下の通りである。
| 町丁   | 事業所数 | 従業員数 |
| ------ | -------- | -------- |
| 都岡町 | 97事業所 | 863人    |

### 事業者数の変遷
経済センサスによる事業所数の推移。
| 年                 | 事業者数 |
| ------------------ | -------- |
| 2016年（平成28年） | 90       |
| 2021年（令和3年）  | 97       |

### 従業員数の変遷
経済センサスによる従業員数の推移。
| 年                 | 従業員数 |
| ------------------ | -------- |
| 2016年（平成28年） | 759      |
| 2021年（令和3年）  | 863      |

## 施設
- 横浜市立都岡小学校
- 旭警察署 都岡駐在所
- 横浜都岡郵便局[17]

## その他

### 日本郵便
- 郵便番号 : 241-0805[3]（集配局：横浜旭郵便局[18]）

### 警察
町内の警察の管轄区域は以下の通りである。
| 番・番地等 | 警察署   | 交番・駐在所 |
| ---------- | -------- | ------------ |
| 全域       | 旭警察署 | 都岡駐在所   |

## 参考資料
- “横浜市町区域要覧” (PDF).   横浜市市民局 (2016年6月). 2023年6月6日閲覧。 “横浜市町区域要覧”

- 『県別マップル 神奈川県広域・詳細道路地図』2006年4刷 昭文社 ISBN 9784398626998
- ちず丸（昭文社）2011年2月4日閲覧